# Luigi Zampa
Luigi Zampa (ur. 2 stycznia 1905 w Rzymie; zm. 16 sierpnia 1991 tamże) – włoski reżyser i scenarzysta filmowy.

## Życiorys
Pochodził z rodziny robotniczej. W latach 1932–1937 studiował w rzymskiej szkole filmowej Centro sperimentale di cinematografia. Jako reżyser debiutował w 1941. Po II wojnie światowej włączył się w nurt włoskiego neorealizmu. Zrealizował wtedy takie filmy jak Vivere in pace (1947), Trudne lata (1948) czy Proces przeciwko miastu (1952).
W latach 50. i 60. stał się czołowym satyrykiem włoskiego kina, a jego komedie cieszyły się ogromnym powodzeniem. Najczęściej w roli głównej występował u niego znany włoski komik Alberto Sordi.
Jego syn Fabrizio Zampa jest muzykiem i dziennikarzem.

## Wybrana filmografia
- 1941: L'attore scomparso
- 1946: Amerykanin na urlopie (Un americano in vacanza)
- 1947: Vivere in pace
- 1947: Posłanka Angelina (L'onorevole Angelina)
- 1948: Trudne lata (Anni difficili)
- 1949: Dzwoń na trwogę (Campane a martello)
- 1950: Łatwiej wielbłądowi... (È più facile che un cammello...)
- 1952: Proces przeciwko miastu (Processo alla città)
- 1953: Łatwe lata (Anni facili)
- 1953: Jesteśmy kobietami (Siamo donne) – segment Isa Miranda
- 1954: Rzymianka (La romana)
- 1955: L'arte di arrangiarsi
- 1958: Złodziej on, złodziej pan (Ladro lui, ladra lei)
- 1959: Człowiek zza biurka (Il magistrato)
- 1960: Mandacik proszę (Il vigile)
- 1962: Ryczące lata (Gli anni ruggenti)
- 1966: Sprawa honorowa (Una questione d'onore)
- 1968: Sekrety wiernych żon (Le dolci signore)
- 1968: Lekarz kasy chorych (Il medico della mutua)
- 1971: Włoch szuka żony (Bello, onesto, emigrato Australia sposerebbe compaesana illibata)
- 1973: Biała mafia (Bisturi, la mafia bianca)
- 1975: Ludzie godni szacunku (Gente di rispetto)
- 1977: Potwór (Il mostro)
- 1979: Dzikie łoża (Letti selvaggi)